# Determinante indefinido
Un determinante indefinido es un determinante que se refiere a seres y objetos de una manera vaga e imprecisa, no informan de su identidad y, en el momento en que lo indican, lo hacen sin precisión, como sucede con los indefinidos de cantidad. Por ejemplo, en El arroz tiene demasiada sal, se desconoce la cantidad exacta.

## Determinantes indefinidos del español
Los determinantes indefinidos del español son numerosos, marcan el género y el número del ser al que se refiere y algunos son invariables:
| Determinantes indefinidos    | Determinantes indefinidos | Determinantes indefinidos | Determinantes indefinidos |
| Variación de género y número | Sin variación de género   | Sin variación de número   | Invariables               |
| ---------------------------- | ------------------------- | ------------------------- | ------------------------- |
| algún/alguno                 | bastante                  | sendos                    | alguien                   |
| otro                         | tal                       | ninguno                   | algo                      |
| mucho                        | cualquiera                |                           | más                       |
| poco                         | quienquiera               |                           | menos                     |
| demasiado                    |                           |                           | demás                     |
| todo                         |                           |                           | nada                      |
| tanto                        |                           |                           | nadie                     |
| cierto                       |                           |                           |                           |

Cuando los indefinidos acompañan a un nombre, son determinantes.
Ejemplos
- Préstame algún bolígrafo.
- Puedes venir otro día.
- La sopa tiene demasiada sal.